# Lista de rodovias distritais do Distrito Federal (Brasil)
Este é um artigo sobre rodovias do Distrito Federal, sob administração da respectiva unidade federativa.

## Identificação
O critério de numeração utilizado no Sistema Rodoviário do Distrito Federal é o mesmo adotado pelo Plano Nacional de Viação (PNV), acrescido de algumas adaptações feitas para adequar esse critério às características específicas do Distrito Federal.
A nomenclatura das rodovias é definida pelo prefixo DF–xxx mais três algarismos. Conforme os critérios estabelecidos no PNV, o primeiro algarismo indica a categoria da rodovia:
- Rodovia radial: DF-0xx
- Rodovia longitudinal: DF-1xx
- Rodovia transversal: DF-2xx
- Rodovia diagonal: DF-3xx
- Rodovia de ligação: DF-4xx

Os dois outros algarismos definem a posição, a partir da orientação geral da rodovia, relativamente a Brasília e aos limites extremos do Distrito Federal.

## Classificação

### Rodovias radiais (Estradas Parque)
Com base no PNV, a numeração dessas rodovias deveria variar de 005 a 095, segundo a razão numérica 005 e no sentido horário. Como o PNV estabelece que nenhuma rodovia estadual/distrital receba número igual ao de qualquer rodovia federal que atravessa a Unidade da Federação, restaram apenas onze números possíveis para serem utilizados como numeração das rodovias radiais no Distrito Federal. O DER-DF realizou adaptação do PNV às características próprias do Distrito Federal e adotou os seguintes critérios:
- O Anel Viário de Brasília recebeu a designação de DF-001, por ser a origem de todas as rodovias federais radiais. Brasília foi considerada um ponto sobre a Rodovia DF-003, no interior deste anel, e está localizada na Estação Rodoferroviária. Todas as demais rodovias que ligam a DF-003 à DF-001 foram consideradas rodovias distritais radiais. Estas rodovias que tocam a DF-001 têm também a denominação de Estradas Parque, criadas na época da edição do Plano Rodoviário do Distrito Federal (1964).[1]
- A Rodovia DF-055 foge a este critério porque, foi revisado, o trecho que a interligava à DF-001 foi excluído.[1]
- As rodovias que não têm razão numérica 005 e não estão ligadas à DF-001 possuem números ímpares: DF-007 – Estrada Parque Torto (EPTT),  DF-009 – Estrada Parque Península Norte (EPPN), DF-047 – Estrada Parque Aeroporto (EPAR), DF-051 – Estrada Parque Guará (EPGU),  DF-079 – Estrada Parque Vicente Pires (EPVP), DF-081 – Estrada Parque Interbairros (EPIB) e DF-087 – Estrada Parque Vale (EPVL).[1]
- São exceções a este critério as rodovias DF-003, DF-027 e DF-097.[1]
- Foi criada a Rodovia Radial DF-006 e o Eixo Monumental foi incluído como Rodovia Radial DF-002. Estas rodovias não possuem denominação de Estradas Parque e não atendem aos critérios de numeração estabelecidos pelo PNV.[1]

### Rodovias longitudinais
A numeração das rodovias longitudinais varia de 100, no extremo Leste do Distrito Federal, a 150, em Brasília, e de 150 a 199 no extremo Oeste. O número de uma rodovia longitudinal é obtido, em caráter aproximado, por interpolação entre 100 e 150, se a rodovia estiver a Leste de Brasília, e entre 150 e 199, se estiver a Oeste, em função da distância da rodovia com o meridiano que passa por Brasília.
Estas rodovias possuem sua origem nos pontos localizados mais ao Norte do Distrito Federal. A Rodovia DF-150 é a única exceção e tem a origem do seu traçado ao Sul do Distrito Federal.

### Rodovias transversais
A numeração das rodovias transversais varia de 200, no extremo Norte do DF, a 250, em Brasília, e de 250 a 299 no extremo Sul. O número de uma rodovia transversal é obtido, em caráter aproximado, por interpolação entre 200 e 250, se a rodovia estiver ao Norte de Brasília, e entre 250 e 299, se estiver ao Sul, em função da distância da rodovia com o paralelo que passa por Brasília. Todas as Rodovias Transversais possuem sua origem nos pontos localizados mais a Oeste do Distrito Federal.

### Rodovias diagonais
A numeração das rodovias diagonais obedece aos critérios a seguir.

#### Orientadas na direção geral Noroeste-Sudeste (NO-SE)
A numeração das rodovias diagonais orientadas na direção geral Noroeste-Sudeste varia, segundo números pares, de 300, no extremo Nordeste do DF, a 350 em Brasília, e de 350 a 398 no extremo Sudoeste. Obtém-se o número aproximado da rodovia, mediante interpolação entre os limites consignados em função da distância da rodovia a uma linha com a direção NO-SE, passando por Brasília.

#### Orientadas na direção geral Nordeste-Sudoeste (NE-SO)
A numeração das rodovias diagonais orientadas na direção geral Nordeste-Sudoeste varia, segundo números ímpares, de 301, no extremo NO do DF, a 351 em Brasília, e de 351 a 399 no extremo SE. Obtém-se, em caráter aproximado, o número da rodovia, mediante a interpolação entre os limites consignados, em função da distância da rodovia a uma linha com a direção NE-SO, passando por Brasília.

### Rodovias de ligação
A numeração das rodovias de ligação varia entre 400 e 450, se a rodovia estiver ao norte do paralelo de Brasília, e entre 450 e 499, se estiver ao sul desta referência.

## Situação física

### Planejada
São as rodovias fisicamente inexistentes, para as quais são previstos pontos de passagem que estabelecem uma diretriz destinada a atender a uma demanda potencial de tráfego. Estes pontos de passagem não são obrigatórios até que a realização de estudos e projetos estabeleça o traçado definitivo da rodovia.

### Leito natural
É a rodovia já existente, construída em primeira abertura, com superfície de rolamento no próprio terreno natural e sem atendimento às normas rodoviárias de projeto geométrico. Portanto, não se enquadrando em nenhuma das classes de rodovias estabelecidas pelo DNIT.

### Implantada
É a rodovia construída que atende, parcial ou totalmente, às normas rodoviárias de projeto geométrico, com superfície de rolamento sem pavimentação. Normalmente, estas rodovias apresentam sua superfície em revestimento primário, permitindo tráfego o ano todo.

### Pavimentadas
São as rodovias que apresentam sua superfície de rolamento com pavimento asfáltico, de concreto ou de alvenaria poliédrica.Possuem uma pista com duas faixas de rolamento ou duas pistas separadas por sinalização horizontal e/ou tachões. A estrutura é constituída de camadas, tais como, sub-base, base e revestimento, destinadas a resistir e a distribuir ao subleito os esforços verticais oriundos dos veículos, a melhorar as condições de rolamento, quanto ao conforto e à segurança, e a resistir aos esforços horizontais, tornando mais durável a superfície de rolamento.

### Duplicadas
São as rodovias pavimentadas com duas ou mais pistas separadas por canteiro central, separador rígido ou, ainda, com traçados separados, muitas vezes contornando obstáculos.

## Lista

### Rodovias de contorno e radiais (Estradas Parque)
- DF-001 – Estrada Parque Contorno (EPCT)
- DF-002 – Eixo Rodoviário de Brasília (Eixão)
- DF-003 – Estrada Parque Indústria e Abastecimento (EPIA)
- DF-004 – Estrada Parque das Nações (EPNA)
- DF-005 – Estrada Parque Paranoá (EPPR)
- DF-006 – Estrada Parque Centro de Atividades (EPCA)
- DF-007 – Estrada Parque Torto (EPTT)
- DF-008 – Estrada Parque Universidade de Brasília (EPUB)
- DF-009 – Estrada Parque Península Norte (EPPN)
- DF-010 – Estrada Parque Abastecimento e Armazenagem (EPAA)
- DF-011 – Estrada Parque Indústrias Gráficas (EPIG)
- DF-015 – Estrada Parque Tamanduá (EPTM)
- DF-025 – Estrada Parque Dom Bosco (EPDB)
- DF-027 – Estrada Parque Juscelino Kubitschek (EPJK)
- DF-035 – Estrada Parque Cabeça do Veado (EPCV)
- DF-047 – Estrada Parque Aeroporto (EPAR)
- DF-051 – Estrada Parque Guará (EPGU)
- DF-055 – Estrada Parque Vargem Bonita (EPVB)
- DF-065 – Estrada Parque Ipê (EPIP)
- DF-075 – Estrada Parque Núcleo Bandeirante (EPNB)
- DF-079 – Estrada Parque Vicente Pires (EPVP)
- DF-081 – Estrada Parque Interbairros (EPIB)
- DF-085 – Estrada Parque Taguatinga (EPTG)
- DF-087 – Estrada Parque Vale (EPVL)
- DF-095 – Estrada Parque Ceilândia (EPCL)
- DF-097 – Estrada Parque Acampamento (EPAC)

### Rodovias longitudinais
- DF-100
- DF-105
- DF-110
- DF-115
- DF-120
- DF-125
- DF-128
- DF-130
- DF-131
- DF-135
- DF-140
- DF-150
- DF-170
- DF-180
- DF-190

### Rodovias transversais
- DF-205
- DF-206
- DF-220
- DF-230
- DF-240
- DF-250
- DF-260
- DF-270
- DF-280
- DF-285
- DF-290
- DF-295

### Rodovias diagonais
- DF-310
- DF-320
- DF-322
- DF-326
- DF-330
- DF-335
- DF-345
- DF-353
- DF-355

### Rodovias de ligação
- DF-405
- DF-410
- DF-415
- DF-430
- DF-435
- DF-440
- DF-442
- DF-444
- DF-445
- DF-451
- DF-455
- DF-456
- DF-459
- DF-463
- DF-465
- DF-473
- DF-475
- DF-480
- DF-483
- DF-495